# (473130) 2015 JQ6
(473130) 2015 JQ6 es un asteroide perteneciente al cinturón de asteroides, descubierto el 5 de diciembre de 2007 por el equipo del Spacewatch desde el Observatorio Nacional de Kitt Peak, Arizona, Estados Unidos.

## Designación y nombre
Designado provisionalmente como 2015 JQ6.

## Características orbitales
2015 JQ6 está situado a una distancia media del Sol de 3,065 ua, pudiendo alejarse hasta 3,136 ua y acercarse hasta 2,995 ua. Su excentricidad es 0,022 y la inclinación orbital 7,477 grados. Emplea 1960 días en completar una órbita alrededor del Sol.

## Características físicas
La magnitud absoluta de 2015 JQ6 es 16.